# Белкон ан Бож
Белкон ан Бож (фр. Bellecombe-en-Bauges) насеље је и општина у источној Француској у региону Рона-Алпи, у департману Савоја која припада префектури Шамбери.
По подацима из 2011. године у општини је живело 649 становника, а густина насељености је износила 28,35 становника/km². Општина се простире на површини од 22,89 km². Налази се на средњој надморској висини од 840 метара (максималној 1.880 m, а минималној 558 m).

## Демографија
| 1962. | 1968. | 1975. | 1982. | 1990. | 1999. | 2011. |
| ----- | ----- | ----- | ----- | ----- | ----- | ----- |
| 379   | 408   | 398   | 350   | 393   | 454   | 649   |

График промене броја становника у току последњих година